# Ostravice (řeka)

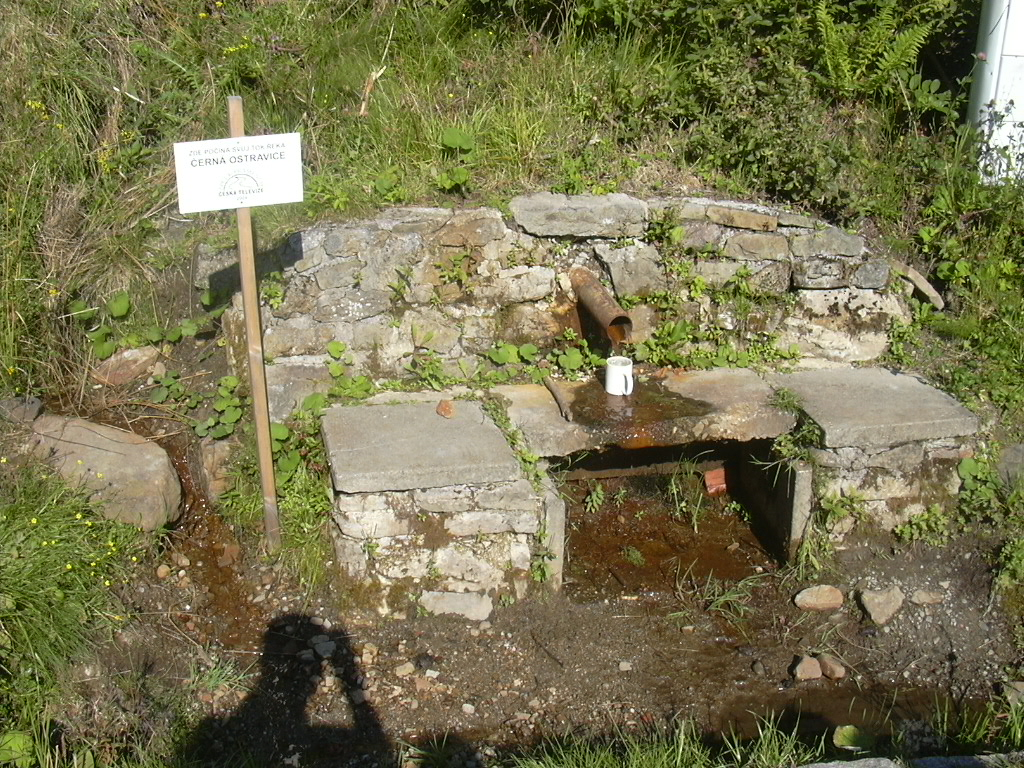
Pramen Černé Ostravice v Beskydech

Ostravice (moravsky Ostravica, polsky Ostrawica, německy Ostrawitza) je řeka v okresech Frýdek-Místek a Ostrava-město v Moravskoslezském kraji. Délka toku činí 65,1 km. Plocha povodí měří 827,4 km². Její tok tvoří zčásti historickou zemskou hranici Moravy a Slezska, zčásti tato hranice podél jejího toku mírně osciluje. Řeka získala název podle svého prudkého (ostrého) toku.[zdroj?]

## Průběh toku
Řeka vzniká soutokem Černé a Bílé Ostravice u obce Staré Hamry v Moravskoslezských Beskydech. Černá Ostravice pramení na jižním svahu Smrkoviny, která leží západně od osady Bílý Kříž, Bílá Ostravice pramení na úbočí vrcholku Čarták, který leží západně od Bumbálky. Na horním toku řeky leží přehradní nádrž Šance. U stejnojmenné obce Ostravice se nachází zajímavý chráněný přírodní útvar – peřeje. Dále protéká Frýdlantem nad Ostravicí, Paskovem, Frýdkem-Místkem a Ostravou. Tam se vlévá jako pravostranný přítok do řeky Odry.

### Větší přítoky
Od soutoku Bílé a Černé Ostravice, (levý/pravý), nejvýznamnější tučně
do přehrady Šance
- Červík (L)
- Velký potok (L)
- Jamník (P)
- Poledňana (L)
- Řečice (P)

do řeky Ostravice
- Mazák (P)
- Bučací potok (L)
- Sepetný (P)
- Řasník se Stříbrníkem (L)
- Čeladenka (L)
- Bílý potok (P)
- Frýdlantská Ondřejnice (L)
- Satina (P)
- Sibudov (P)
- Lubenec (P)
- Bystrý potok (P)
- Baštice (P)
- Morávka (P)
- Podšajarka (P)
- Ostravická Datyňka (P)
- Olešná (L)
- Lučina (P)

## Vodní režim
Hlásné profily:
| místo         | říční km | plocha povodí | průměrný průtok (Qa) | stoletá voda (Q100) |
| ------------- | -------- | ------------- | -------------------- | ------------------- |
| Staré Hamry   | 52,20    | 73,33 km²     | 1,50 m³/s            | 167 m³/s            |
| Frýdek-Místek | 22,70    | 481,37 km²    | 7,61 m³/s            | 865 m³/s            |
| Ostrava       | 2,90     | 820,02 km²    | 12,50 m³/s           | 1120 m³/s           |